# Гимназия № 5 (Мелитополь)
Мелитопольская гимназия № 5 — общеобразовательное учебное заведение в городе Мелитополе Запорожской области.

## История
Средняя школа № 5 открылась в 1957 году, став первой школой, построенной в Мелитополе после войны. В 1992 году школа была преобразована в гимназию. С 2019 года гимназия называется лицеем.

## Преподавание
Профильным предметом в гимназии является экономика, но гимназисты также достигают высоких результатов на олимпиадах по английскому языку, украинскому языку, истории, географии, информатике.
Гимназия сотрудничает с иностранными волонтёрами, привлекая их к преподаванию английского языка и к обсуждению актуальных социальных и политических тем.
В 1993 году Николай Васильевич Крапивка организовал в гимназии театр кукол. В 2000 году театр получил звание образцового.

## Достижения
Гимназия традиционно добивается высоких результатов на городских и областных предметных олимпиадах школьников, активно участвует в международном математическом конкурсе «Кенгуру» и физическом конкурсе «Львёнок», также ежегодно принимает участие в олимпиадах по украинскому языку "Патриот" и таких, как "Колосок" по биологии и природоведению. Гимназия является одной из первых в городе по количеству золотых медалистов среди выпускников.

## Международное сотрудничество
Делегации гимназистов ездили за рубеж для участия в международных проектах «Модели ООН-2009» (Германия, 2009), «Язык танца» (Турция, 2009). Гимназия принимала зарубежные делегации в рамках международного экологического проекта «Рука в руке — Зелёный мир» (2012).

## Традиции
В 2007 году в школе был открыт музей Ирбайхана Байбулатова — Героя Советского Союза, погибшего при освобождении Мелитополя 26 октября 1943 года. С 1967 года гимназия поддерживает тесные отношения с родным селом Байбулатова Османюртом, шефствует над могилой героя. Из года в год лицей принимает родных и жителей села, из которого родом Байбулатов.

## Известные учителя
- Алексеева, Любовь Леонидовна (род. 1948) — учитель-методист высшей категории. С 1971 по 2001 год работала в школе № 5 (сначала старшей пионервожатой, затем учителем географии). В настоящее время — заведующая художественным отделом Мелитопольского городского краеведческого музея.[13]
- Мавлидинова, Валентина Константиновна (род. 1950) — отличник просвещения СССР, кавалер ордена Трудовой Славы III степени. С 1980 года работает в гимназии учителем английского языка.[14]
- Покуса, Тамила Владимировна — преподаватель математики, победитель городского конкурса «Учитель года» (2009)[15]
- Науменко, Анна Александровна - учитель основ безопасности жизнедеятельности, победитель областного этапа конкурса "Учитель года" (2019). Запомнилась комиссии своим прогрессивным и нестандартным подходом к преподаванию.

## Известные выпускники
- Кушнарёв, Евгений Петрович (1951—2007) — украинский политик, губернатор Харьковской области (2000—2004), один из лидеров Партии регионов. В его память в 2007 году на здании гимназии была открыта мемориальная доска.[16]
- Кумок, Михаил Владимирович (род. 1960) — генеральный директор медиахолдинга «Мелитопольские ведомости»[17]
- Авдеенко, Сергей Иванович (род. 1952) — украинский писатель, журналист и краевед. Учился в 1959-1967 гг.
- Ефименко, Василий Васильевич (род. 1963) — мэр Мелитополя в 2002—2006 годах.[18]